# Sonoco
La Sonoco è una società statunitense fondata nel 1899 e quotata alla New York Stock Exchange con sede a Hartsville nella Carolina del Sud.
Si occupa principalmente di imballaggi di prodotto di consumo, prodotti industriali, imballaggi protettivi e servizi per la catena di approvvigionamento degli imballaggi, producendo inoltre lattine, tubi e anime in composito, con un fatturato netto annuo di circa 4,9 miliardi di dollari e circa 19.900 dipendenti.